# فاينورد
فاينورد روتردام هو نادي كرة قدم هولندي في مدينة روتردام تأسس عام 1908 من قبل عمال مرفأ المدينة. يلعب حاليا في الدرجة الأولى. يشكل مع نادي أياكس ونادي آيندهوفن أقطاب كرة القدم الهولندية. يلعب الفريق مبارياته على ملعب دي كويب الذي افتتح في عام 1937، ويتسع إلى 51,177 متفرج.

## التأسيس

أول شعار لنادي فاينورد (1912)

تأسس نادي فيليلمينا في حانة دي فيرينينج في 19 يوليو 1908، وبدأ اللاعبون باللعب بالقمصان الحمراء ذات أكمام زرقاء والسراويل البيضاء. طرأت سلسلة من التغييرات في اسم ولون ملابس الفريق بين سنتي 1908 و 1912، حيث تغير الاسم إلى نادي فيليسلويزي لكرة القدم في سنة 1909 ثم تغير إلى آر في في سيليليتاس. بعد انتقاله إلى الاتحاد الملكي الهولندي لكرة القدم في 1912، اعتمد اسم إس سي فيينوورد (وهو اسم المنطقة التي تأسس فيها الفريق) واعتمدوا قمصان بالأحمر والأبيض وسراويل وجوارب سوداء وهي نفس الملابس التي يلعب بها الفريق حتى الآن.

## تاريخ
بعد ستة عشر عاما من تشكيل النادي وبعد ثلاث سنوات فقط من صعودهم إلى أعلى مستوى من الدوري الهولندي لكرة القدم. فينورد حصل على مرتبة الشرف الأولى عن طريق الحصول على بطولة الدوري الوطني في عام 1924. وتمتع الفريق بسلسلة من النجاحات في النصف الثاني من العقد، وفاز بعدة القاب في قسم روتردام اعوام 1926، 1927، 1928 و 1929، وحقق فوزه الثاني في البطولة الوطنية في عام 1928. فينورد فاز باول نسخة من كأس هولندا لكرة القدم في عام 1930 بتسجيله هدف الوحيد في مباراة النهائي ضد نادي إكسلسيور (وهو الهدف الوحيد الدي سجل في هدا الدربي). واستمرو في الهيمنة على اقسام التي يلعب فيها بالفوز بثلاثة ألقاب متتالية. بعد خمس سنوات من فوزة بكأسة الأول، فينورد فاز بالجائزة للمرة الثانية في عام 1935 بفوزه على هيلموند سبورت في النهائي.
فينورد بدأ يجذب المزيد من المشجعين إلى الملعب في Kromme Zandweg، وقرر في عام 1933 بناء ملعب جديد. مع مساعدة من رجل الأعمال الاميركي دانيال فان بوينج. (المهندس فان دير فالقوت) صمم الاستاد الذي كان فريدا من نوعه في أوروبا في ذلك الوقت، وهو الاستاد البيضاوي يضم منصتي حيث المنصة الثانية متدلى الأولى. بدأ بناء الاستاد في 23 تموز 1935 وأول مباراة لعبت في فينورد شتاديون (الملقب بـ«دي كويب» أو «توب») وقد لعبت في 27 آذار / مارس 1937. لين فينتي كان أول لاعب يسجل هدفا في الاستاد الجديد حيت انتهت أول مباراة لعبت فية بنتيجة فوز 5-2 على نادي بيرشوت البلجيكي. وبعد بضعة أشهر لبعت أول مباراة دولية في الملعب بين هولندا وبلجيكا، وفاز بها المنتخب الهولندي 1-0. خلال هذه الفترة فينورد فاز بثلاثة ألقاب اقسام متتالية 1936 حتي 1938، مع الفوز ببطولتين وطنيين الثالثة والرابعة في عام 1936 وعام 1938.

### 1940-1969
خلال سنوات الحرب العالمية الثانية، لعب فينورد مبارياته في ملعب هيت كاتسيل الخاص بنادي سبارتا روتردام وذلك بسبب احتلال القوات النازية لمنطقة ملعب دي كويب، وبعد ذلك عاد فينورد إلى ملعبه السابق كروم زاندفيج (Kromme Zandweg).
فينورد مرة أخرى عاد ليحرز لقب الدوري مع لقب قسمة في عام 1940، وهدا كان فوزة الخامس بلقب الدوري الهولندي. خلال فترة الاحتلال الألماني لهولندا واصل اللعب في الدوري الهولندي لكرة القدم، ولكن الغيت البطولة في عام 1945 لان الحرب جاءت إلى نهايتها. وخلال هذه الفترة فينود لم يحقق سوي كأس وحيدة هي بطولة القسم في عام 1943. بعد الحرب فينورد لم يؤدوا جيدا.
في 30 حزيران 1954 قام رؤساء أكبر ثلاث فرق روتردام قد نظمو اجتماعا في أوترخت، الذي حضره عدد من رؤساء الاندية الأخرى ووفد من الاتحاد الهولندي لمناقشة بدء دوري لكرة القدم للمحترفين في هولندا. وبدأ مع أول ارديفديزدي في الموسم 1954/1955. فينورد كان واحد من الاندية المشاركة في الدوري الهولندي الافتتاحية. واحدة من مباراة لا تنسى في هذه السنوات الأولى لكرة القدم للمحترفين وكان مباراة بين فينورد وVolewijckers في 2 أبريل 1956، الذي فاز بها فينورد 11-4 برصيد تسعة اهداف عن طريق هينك سكوتشن. فينورد نمت له منافسة شديدة مع اياكس. ال مباراة بين الناديين كان يطلق عليها (الكلاسيكار). وأول مباراة في الكلاسيكار كانت لا تنسى من وجهة نظر فينورد حيت كانت في 11 نوفمبر 1956 عندما سجل دان دن بيلجيكر اربع مرات لإعطاء فينورد ليفوز 7-3 على غريمه اللدود. فينورد فازو بأول لقب ارديفيدزي لهم واللقب السادس عشر لهم في البطولات الهولندية عام 1961. وعلى الطريق اللقب فينورد دمر اياكس 9-5 في دي كويب، وأربعة من اهداف فينود سجلها هينك سكوتشن. في الموسم التالي، لعب فينورد أول مباراة في كأس أوروبا التي كانت ضد غوتبورغ (Göteborg). السويديين تعرضوا للهزيمة بنتيجة 0-3 و 8-2 في غوتنبرغ في روتردام. خرج فينورد من البطولة عن طريق توتنهام في الدور التالي. وفي عام 1962 فينورد دافع بنجاح عن لقب البطولة الهولندية ووصل إلى نهائي في مسابقة كأس انترتوتو 1961-62. حيت واجه فينورد غريمه التقليدي اياكس في المباراة النهائية، التي فاز بها فريق امستردام 4-2.

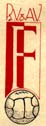
شعار النادي سنة (1924)

يوم 12 ديسمبر 1962 فينورد لعب مباراة حاسمة ضد فاشاش في الجولة الثانية من مسابقة كأس الاتحاد الأوروبي 1962-63. مباريات الذهاب والإياب، في روتردام في كل من بودابست انتهت بفوز فريق الأرض ذهاب (1-0) إياب (1-0)، وقرر إعادتها على ملعب محايد. وأقيمت المباراة في أنتويرب في بلجيكا وسافر حوالي 30,000 مشجع لفينورد لرؤية فريقهم. للمرة الثالثة والنهائية كانت النتيجة 1-0، وسجل هدف المباراة الوحيد عن طريق بانريزو الذي تم تسميته «ببطل ديوني». الأحداث التي وقعت في مدينة أنتويرب البلجيكية أسفرت عن وجود علاقة ودية دائمة بين مشجعي فريق فينورد الهولندي ونادي رويال أنتويرب.
في عام 1963 مئات الآلاف من الناس وقفوا على الشاطئ لتوديع سفينتين، ونقلت السفن الآلاف من مشجعي فينورد إلى لشبونة حيث واجه نادي بنفيكا البرتغالي يوم 8 مايو 1963 في نصف نهائي مسابقة دوري ابطال أوروبا. كانت مباراة الذهاب في روتردام في شهر سابق، وانتهت 0-0. فينورد في نهاية المطاف خسر في المباراة ضد بنفيكا البرتغالي 3-1، ولكن هذا تبين أنها بداية الفترة الأكثر نجاحا في تاريخ النادي. فينورد فازو ببطولتين (الدوري والكاس) لأول مرة في تاريخهم في عام 1965، وتمكن من الفوز في ببطولتين اخرين بعد سنوات قليلة في عام 1969. وبعد فوزهم بلقب 1965 فينورد ضمنوا مركز في مسابقة كأس الاتحاد الأوروبي 1965-66 حيث واجهوا ريال مدريد في 8 أيلول / سبتمبر 1965 في الأدوار التمهيدية. خلال المباراة، اضطر اللاعب هانز كراي إلى مغادرة الملعب مصابا بعد 31 دقيقة من دون أن يتم استبداله. وعاد في بداية الشوط الثاني وسجل الهدف مما أدى إلى فوز 2-1. في وقت لاحق خلال المباراة كوين موليان تقريبا تعرض لهجوم من قبل مدافع أسباني. موليان ثم طارد المدافع في جميع أنحاء الملعب. عدة لاعبين آخرين فعلوا الشيء نفسه، كما فعل بعض المشجعين الذين دخلوا إلى ارض الملعب. الحكم يستطع أن يفعل شيئا ولكن المباراة انتهت 2-1 لصالح فاينورد. بعد أسبوعين ريال مدريد فاز على فاينورد 5-0، وفاز في نهاية المطاف في مسابقة كأس الاتحاد الأوروبي هذا الموسم.

### 1977-1999
كبطل للدوري الهولندي 1969، فينورد شارك في مسابقة دوري ابطال أوروبا 1969-70. بعد تغلبه 16-2 على النادي الأيسلندي ناتسبيرنوفلاغ أكوريرار في مجموع المباراتين، وفي الدور الأول واجه فريق ميلان الإيطالي. فينورد خسر 1-0 في مباراة الذهاب في إيطاليا، لكنه تغلب على ميلان في ملعبهم بعد فوزه 2-0، واستطاع تامين مكان في الدور ربع النهائي حيث واجهوا يطالبون فورولاتس برلين. كما في الجولة السابقة، فينورد خسر المباراة الأولى 1-0، ثم فاز 2-0 على أرضه. وفي الدور نصف النهائي ليجيا وارسو تعرضوا للهزيمة في مجموع المباراتين 2-0، اياكس قد وصل إلى نفس النهائي في عام 1969 ولكنه لم يكن قادر على الفوز. فينورد واجه سلتيك في المباراة النهائية، التي عقدت في ملعب سان سيرو في ميلانو. الأهداف سجلها تومي جيميل ورينيس ازرايل فانتهت المباراة بـ تعادل 1-1 بعد 90 دقيقة. قبل ثلاث دقائق من نهاية الوقت الإضافي، سجل اوفه كيدفيل هدف الفوز لجعله أول فريق هولندي يفوز باي بطولة كبرى الأوروبي.
كبطل للكأس، فينورد شارك في مسابقة كأس الاتحاد الأوروبي 1970-71. فينورد خرج من الدور الأول بعد الهزيمة المفاجئة امام الفريق الروماني يو تي آراد. ومع ذلك بطل أوروبا، فينورد واجه استوديانتس في كأس القارات. وكانت المباراة الأولى في بوينس آيرس 'لا بومبونيرا انتهت بالتعادل 2-2. العودة في روتردام، فينورد تمكن من اقتناص الفوز 1-0 (هدف الفوز عن طريق يوب فان ديلي) وفازو بـ كأس العالم للاندية، وهو أول فريق هولندي يقوم بذلك. وفي عام 1971، فينورد فاز في بطولة العاشرة للارديفيدزي له. في عام 1973، قرر النادي تغيير اسمهم منFeijenoord إلى فاينورد، لان الناس من خارج هولندا وجدت صعوبة في نطق حرف الـij"" في Feijenoord. تحت الاسم الجديد لعب الفريق في كأس الاتحاد الأوروبي 1973-74، وصلوا إلى بعد بفوزهم بمجموع 4-3 على شتوتغارت في نصف النهائي. والمنافسة في المباراة النهائية كان توتنهام هوتسبر. توتنهام أخذ التقدم 2-1 في مباراة الذهاب على ملعب وايت هارت لين، ولكن ثيو دي يونغ سجل هدف التعادل بعد 85 دقيقة وانتهت المباراة بالتعادل 2-2. فينوورد ثم فاز في مباراته روتردام 2-0 بفضل هدف ويم ريجرسبرنغ وبيتر ريسيل، وأصبح أول فريق هولندي يفوز بكأس الاتحاد الأوروبي. وفاز فاينورد روتردام الهولندي بالكأس الخامسة في عام 1980 بفوزه على اياكس 3-1 في المباراة النهائية.
في عام 1984، فاز فينورد في موسم آخر مشرق، وفازو ببطولة مزدوجة للمرة الثالثة في تاريخه. أهم اللاعبين في الفريق من هذه الفترة كانوا يوهان كرويف ورود خوليت وبيتر هيوتمين (الذي أصبح لاحقا مذيع استاد فاينورد روتردام). كرويف لاعب اياكس في رد فعل على قرار عدم عرض عليه عقدا جديدا في بداية الموسم وقع لمنافسه اللدود فينوورد بدلا من ذلك. كرويف انتقل إلى روتردام بعد تعرضة لانتقادات زاد دوافع اياكس دافع للفوز على فينوورد. في الاستاد الأولمبي في امستردام فينورد عانى من أثقل هزيمة: 8-2. ومع ذلك، في وقت لاحق فاز فاينورد روتردام 4-1 في اياكس. واياكس في وقت تعرض للضرب مرة ثانية في كأس الهولندية. فازو فينورد ببطولتي الدوري والكأس بفوزه على فورتونا سيتارد في نهائي الكأس. وبعد كل هذا النجاح عاني فينورد من فترة جفاف، ولم تتمكن من انهاء الموسم في المراكز التلات الأولي. وفي موسم 1989/1990، تصارع فينورد من اجل البقاء في الدوري الهولندي، ولكن في نهاية المطاف نجح في تجنب الهبوط. وكان في النادي مشاكل مالية ولم يقدر على دفع مستحقات اللاعبين بالإضافة إلى إفلاس الراعي الرسمي.
فيم يانسن عندما تم تعيينة مدير مؤقت ليحل محل غوندير وبيم فيربيك بعد الهزيمة 6-0 امام ايندهوفن، وبدأت الأمور تتحسن للنادي. ايندهوفن النادي الهولندي أقوى في تلك الفترة، خرج من كأس هولندا من قبل فينورد بهدف هينك فريزر. فينوورد تقدم إلى النهائي عام 1991 حيث فاز ضد دن بوش 1-0. وبما أن حامل لقب بطولة كأس، واجهو ايندهوفن حامل اللقب مرة أخرى، هذه المرة في كأس السوبر الهولندية لعام 1991. ايندهوفن خسرو امام فينورد 1-0 من قبل هدف ماريان ديمتشن. وذهبتو إلى الفوز بكأس آخر الهولندية في عام 1992، بفوزه على رودا كيركراده 3-0 في المباراة النهائية. في نفس السنة فينوورد بلغ الدور قبل النهائي في كأس الكؤوس 1991-92 بفوزه على توتنهام في الدور ربع النهائي قبل أن خرج من قبل نادي موناكو باهداف خارج الأرض بعد التعادل.
في عام 1993، فاز فينورد الهولندي ببطولة الدوري بعد تغلبه على غرونينغين 5-0 في اخر مباراة له في الموسم. واقيمت المباراة على استاد اوستبارك في غرونينغن، 40.000 مسجع من مشجعي فينوورد شاهدوا المباراة على شاشات عملاقة في دي كويب. وتلاه عنوان آخر بطولتي كأس الهولندية في عام 1994 (نميغين تعرضوا للهزيمة (2-1) و 1995 (بفوزه على اف سي فوليندام (2-1)). وخلال كأس الكؤوس عام 1994 - 95، فينورد بلغ الدور ربع النهائي بعد فوزه على فيردر بريمن الألماني في الجولة الثانية. ولكنهم خسروا في النهائي أمام ريال سرقسطة. وفي الدور ربع النهائي في كأس الاتحاد الهولندي لعام 1995 زار فاينورد اياكس، الفريق الذي سيفوز في دوري أبطال أوروبا في وقت لاحق من موسم 1994-95. اياكس كان متقدم 1-0 عندما رود هيوس ومن ركلة جزاء سجل هدف التعادل. وأضافوا الثاني في الوقت الإضافي، فينورد أصبح الفريق الوحيد الذي تغلب على اياكس الموسم في الذي فاز به في الارديفيدزي ودوري أبطال أوروبا ولم يهزم اياكس في كليهما. فينورد احتل المركز الثالث في المجموعة خلف مانشستر يونايتد الإنكليزي ويوفنتوس الإيطالي خلال دوري أبطال أوروبا 1997-98. ولكنهم فازوا علي يوفينتس 2-0 في روتردام، على حد سواء سجلها خوليو ريكاردو كروز. وفي 25 نيسان / أبريل 1999 فينورد تحصل اللقب الرابع عشر لهم في بطولة الدوري. 250,000 مشجع احتفلوا في وسط روتردام. قبل بداية الموسم الجديد 1999/2000، فينورد فازو علي اياكس في ملعبهم في بطولة كاس السوبر عندما فازو 3-2

### التاريخ الحديث
شارك فينورد في دوري أبطال أوروبا 1999 لكنه خرج من دوري المجموعات بعد لعب 12 مباراة فاز فيها في 3 مباريات أمام مرسيليا ولاتسيو وروسبنورغ وتعادل في 7 مباريات وخسر مرتين أمام تشيلسي.
فينوورد شارك مرة أخرى في دوري أبطال أوروبا في 2001-02، احتل المركز الثالث في مجموعة تحتوي على بايرن ميونخ وميلان سبارتا براغ وسبارتاك موسكو. وهذا قد يعني ان فينوورد سيتمر في الموسم الأوروبي في كأس الاتحاد الأوروبي 2001-02، بفوزه على فرايبورغ ورينجرز الإسكتلندي، واجه فينورد مواطنه فريق ايندهوفن الهولندي في الدور ربع النهائي. كلا من المباريات انتهت بالتعادل 1-1 والتعادل ذهب إلى الوقت الإضافي وركلات الترجيح. بيار فان هويدونك الذي كان الموسم رائعا بتسجيله العديد من الاهداف من الركلات الحرة فينورد تمكن من تسجيل هدف التعادل في الدقيقة الـ 90 وسجل أيضا اخر ضربت جزاء لتاهل لنصف النهائي.بفوز في ميلانو (0-1) على إنتر والتعادل 2-2 في مباراة العودة في جعل فاينورد روتردام في المباراة النهائية، التي كانت ضد بوروسيا دورتموند. وكانت المباراة في الـ دي كويب، ونتيجة لمعظم المشاهدين كانوا داخل الاستاد مشجعي فينوورد. فاينورد روتردام فاز 2-0 سجلة عن طريق بيار فان هويدونك. [في وقت مبكر من الشوط الثاني وسجل يان كولر هدف ليجعل النتيجة 2-1. يون دال توماسون ثم 3-1، وجعل الامور تبدو جيدة لفاينورد. دورتموند فقط تمكن من تسجيل هدف واحد.
كأس الاتحاد الأوروبي عام 2002 كان بداية فترة جفاف طويلة لفاينورد. في موسم 2002/03 النادي تمكن فينورد من الانتهاء في المركز الثالتث في الدوري الوطني الهولندي، وكذلك الوصول إلى الدور النهائي من مسابقة كأس الهولندية (الذي كان خسره 1-4 لاوتريخت)، موسم 2005/06 انتهى بخيبة أمل لفينورد. الفريق تحدى من اجل بطولة الدوري الهولندية، ولكن في النهاية خسر امام ايندهوفن. ولعب الفريق مباريات التأهيلية امام اياكس للتأهل دوري الابطال لكن خسر. وخسر فاينورد روتردام مكان في دوري الأبطال. موسم 2006-07 كان كابوس للفريق بنسبة أكبر. ورأوا المشجعين اثنين من نجومالفريق تركو الفريق (سالومون كالو) تشيلسي (ديرك كويت) وليفربول. في الوقت نفسه أصبح من الواضح أنه كان فينورد في حالة مالية صعبة على الرغم من تصريحات سابقة أدلى به رئيس فان دن هريك الذي ادعى أن النادي كان ممتاز من الناحية المالية. المشجعين كانو غاضبين عندما اشترى فينورد خاريستياس، احتياطي من منافسه اللدود لأياكس مع السجل السيئ، ليكون بديلا للكويت. بعد احتجاجات مستمرة فان دن هريك رئيس النادي استقال. الأسوأ لم تنته بالرغم من ذلك. فينوورد طردوا من المنافسة الأوروبية بعد الشغب قبل وأثناء المباراة مع نانسي، في الموسم الذي انتهى في خيبة أمل مريرة مع انهاء الفريق المركز السابع في الدوري الهولندي، مما تسبب لـ فينوورد تفويت المراكز الأوروبية لكرة القدم للمرة الأولى منذ 16 عاما.
في حين أن المشجعين بدا يائسين وتستعد لعصر الظلام، النادي فاجا الصديق والعدو بانتقالات عام 2007 الصيفية. والأداء المتميز الدي تركه الشاب رويستون درينثي لعام 2007 في كأس الأمم الأوروبية تحت 21 عاما لكرة القدم. النادي عين المدرب بيرت فان مارفيك، وكان قد إجراء عدد من الصفقات رفيعة المستوى من بينها جيوفاني فان برونكهورست وروي ماكاي. على الرغم من الجهود، فينورد ظهر دون المستوى مرة أخرى في الدوري الوطني، وأنهى الدوري في المركز الـ6. ألم شعر بعدة الفريق بارتياح بفوزه الجائزة الأولى في 6 سنوات: بعد 100 سنة على تأسيس النادي، تمكن فينورد من الفوز بكأس هولندا، بفوزه على رودا كيركراده 2-0. مدرب فينوورد بيرت فان مارفيك يقبل وظيفة المدير الفني للمنتخب الهولندي، عين فينوورد غريتجان فيربيك مدربا جديدا للفريق لموسم 2008/09. في موسم 2008-09، فينورد رسميا احتفل باليوبيل الذهبي ونظمت العديد من الفعاليات على مدار العام. بعد طرد فيربيك، مساعده ليون فليمنغ تولى منصبه كمدرب للفريق. النتائج في هذه الفترة لم تكن أفضل كثيرًا مما كانت عليه تحت فيربيك غريتنغ، ولكن مع ذلك تمكن من الحصول على مكان في التصفيات النهائية للدوري الهولندي المؤهلة للدوري الأوربي. لفينورد موسم 2009/2010 عين مساعد المدرب السابق واللاعب السابق فاينورد ماريو بيين لتولي السلطة من ليون فليمنغ. بيين، بعد تحقيق نجاحات طفيفة الأوروبي مع نيميجن كان يعتبر الرجل المثالي لهذا المنصب. المدرب ليو بينهاكر، مدرب منتخب بولندا، وتولى دور المدير الفني. وجلب الي النادي بعض الصفقات غير المتوقعة مثل سيسي سيكو، داني فرنانديز وستيفان بابوفيتش.

## رؤساء الفريق
- (1908-1911) ليدرام
- (1911-1918) ليين فان زيدليت
- (1918-1919) يان فان بيينكوم
- (1920-1925) يوهان ويبير
- (1925-1939) ليين فان زيدليت
- (1939-1967) كور كويبم
- (1967-1973) غوس كوينبيرغ
- (1973-1979) ليو فان زيدقيت
- (1979-1982) غوس كوينبيرغ
- (1982-1989) جيرارد كاركوم
- (1989-1990) كارلوس ستيوارت
- (1990-1992) امادوس
- (1992-2006) فان دين هيرك
- (2007-2007) جيرارد كاركوم
- (2007- حتى الآن) فان ديك ويل

## إنجازات الفريق

### البطولات المحلية
- الدوري الهولندي (16 مرة):1923–24, 1927–28, 1935–36, 1937–38, 1939–40, 1960–61, 1961–62, 1964–65, 1968–69, 1970–71, 1973–74, 1983–84, 1992–93, 1998–99, 2016-17, 2022–23.
- كأس هولندا (13 مرة):1929–30, 1934–35, 1964–65, 1968–69, 1979–80, 1983–84, 1990–91, 1991–92, 1993–94, 1994–95, 2007–08, 2015–16, 2017–18.
- درع يوهان كرويف (5 مرة):1991, 1999, 2017, 2018, 2024.

### البطولات القارية
- دوري أبطال أوروبا (مرة): 1970.
- كأس الإنتركونتيننتال (مرة): 1970.
- دوري أوروبا (مرتين): 1973–74, 2001–02.
- كأس السوبر الأوروبي (الوصيف): 2002.

## وصلات خارجية
- موقع النادي الرسمي